# Trương Thị Yến Linh
Trương Thị Yến Linh (sinh ngày 21 tháng 5 năm 1982) là đại biểu Quốc hội Việt Nam khóa XIII, khóa XIV, thuộc đoàn đại biểu Cà Mau.

## Xuất thân
Bà quê quán ở Phường 5, thành phố Cà Mau, tỉnh Cà Mau. Bà hiện cư trú ở 131 Lý Văn Lâm, khóm 2, phường 1, thành phố Cà Mau, tỉnh Cà Mau.

## Giáo dục
- Giáo dục phổ thông: 12/12
- Đại học chuyên ngành Bác sĩ đa khoa

## Sự nghiệp
Bà kết nạp ĐCSVN vào 26/8/2013.
Ủy viên UBMTTQ tỉnh Cà Mau nhiệm kỳ 2009 - 2014
Bà hiện là Bác sĩ chuyên khoa cấp 1 chuyên ngành huyết học truyền máu, Bệnh viện Đa khoa tỉnh Cà Mau.